# Lessenkowo
Lessenkowo (russisch Лесенково, deutsch Plinken) ist ein Ort in der russischen Oblast Kaliningrad. Er gehört zur kommunalen Selbstverwaltungseinheit Stadtkreis Selenogradsk im Rajon Selenogradsk.

## Geographische Lage
Lessenkowo liegt 34 Kilometer nordwestlich der Stadt Kaliningrad (Königsberg) und sechs Kilometer südwestlich des Ostseebades Swetlogorsk (Rauschen) an einer Nebenstraße, die von Lesnoje (Warnicken) an der russischen Fernstraße A 192 nach Kljukwennoje (Klycken) führt. Die nächste Bahnstation ist der Ostanowotschny punkt (O.p.) 53 km (bis 1945 Warnicken) an der Bahnstrecke Kaliningrad–Swetlogorsk, der früheren Samlandbahn.

## Geschichte
Das einst Plinken bestand bereits in der Ordenszeit und wird erstmals urkundlich 1495 als Besitz des prußischen Sudauers Mylcko erwähnt. Im Jahre 1562 verschrieb es Herzog Albrecht dem Severus Schwarz zu Lehensrecht und blieb auch später Lehensgut. 1785 nennt Goldbeck ein Köllmisches Gut mit 4 Feuerstellen. Im Handbuch des Grundbesitzes von 1884 wird Plinken als Köllmisches Gut mit einer Gesamtgröße von 276 ha genannt.
Seit dem 19. Jahrhundert hatte Plinken, bestehend aus dem Gutsbetrieb und einer Ziegelei, folgende Besitzer:
- 1861 bis 1885  Rudolf Freiherr von Printz, ursprünglich Offizier; später ein begabter Bildhauer, besonders auf dem Gebiet der Tierplastik.[5]
- 1886 bis 1906  Franz Hogrefe
- 1906 bis 1945  Paul Uecker, dann sein Sohn Walter Uecker, sein Enkel Heinz Uecker und bis zur Vertreibung und Enteignung Ruth Manfras, gesch. Uecker, geb. Freiin von Puttkamer.

1874 wurde der Gutsbezirk Plinken in den neu errichteten Amtsbezirk Sankt Lorenz (heute russisch: Salskoje) aufgenommen, der bis 1939 zum Kreis Fischhausen, von 1939 bis 1945 zum Landkreis Samland im Regierungsbezirk Königsberg der preußischen Provinz Ostpreußen gehörte.
Am 1. Dezember 1910 zählte Plinken 68 Einwohner, bevor der Gutsbezirk am 30. September 1928 mit dem Gutsbezirk Klycken (heute russisch:  Kljukwennoje) in die Landgemeinde Kraam (Gratschowka) eingegliedert wurde.
In Kriegsfolge kam Plinken 1945 mit dem nördlichen Ostpreußen zur Sowjetunion. Der Ort erhielt im Jahr 1947 die russische Bezeichnung Lessenkowo und wurde gleichzeitig dem Dorfsowjet Schatrowski selski Sowet im Rajon Primorsk zugeordnet. Von 2005 bis 2015 gehörte Lessenkowo zur Landgemeinde Krasnotorowskoje selskoje posselenije und seither zum Stadtkreis Selenogradsk.
Heute (Stand 2003) sind die herrschaftlichen Wohn- und Wirtschaftsgebäude größtenteils abgetragen und es sind nur noch Reste vorhanden. Die Siedlung wird dominiert von einer militärischen Sendeanlage.

## Kirche
Mehrheitlich war die Einwohnerschaft Plinkens vor 1945 evangelischer Konfession und war in das Kirchspiel der Pfarrkirche in Sankt Lorenz (heute russisch: Salskoje) eingegliedert. Es gehörte zum Kirchenkreis Fischhausen (Primorsk) innerhalb der Kirchenprovinz Ostpreußen der Kirche der Altpreußischen Union. Heute liegt Lessenkowo im Einzugsgebiet der evangelisch-lutherischen Auferstehungskirche in Kaliningrad (Königsberg) in der Propstei Kaliningrad der Evangelisch-lutherischen Kirche Europäisches Russland.